# Thegalea haemorrhanta
Thegalea haemorrhanta là một loài bướm đêm trong họ Noctuidae.